# Ivana Derdić
Ivana Derdić je hrvatska borkinja borilačkih športova iz Jastrebarskog.
Bavila se boksom, karateom, ITF taekwondoom te kickboksom u disciplinama light-contact, semi-contact i full-contact. Najbolja je hrvatska kickboksačica svih vremena.
Osnovnu je školu pohađala u Horvatima, a srednju trgovačku u Zagrebu.
Borilačkim športovima se počela baviti od 1991. godine. Na nju su utjecali brat i njen prvi trener Željko Derdić (neko vrijeme izbornik u hrvatskom kickboksu) u Pon-do-kwan i Kickboxing klubu u Jastrebarskom. U kickboksu, semi-contactu, light-contactu i full-contactu osvojila je skoro što se dalo osvojiti (svjetska i europska prvakinja po WAKO PRO):

## Kickboksačka karijera

### Amaterska
- od 1992. do 1999. hrvatska prvakinja u semi-contactu, light-contactu, full-contactu i kickboksu
- od 1993. do 1994. hrvatska prvakinja u taekwondou po ITF-ovim pravilima
- srebrna medlja na svjetskom prvenstvu u semi-contactu 1995. godine
- zlatna medalja u semi-contactu (WAKO) na juniorskom svjetskom prvenstvu 1996. godine
- zlatna medalja u light-contactu (WAKO) na juniorskom svjetskom prvenstvu 1996. godine

Seniorska karijera
- europska prvakinja u semi contactu 1996. u Caorleu
- europska prvakinja u semi-contactu 1996. (WAKO)
- brončana medalja u light-contactu 1996. (WAKO)
- srebrna medalja na svjetskom prvenstvu u semi-contactu 1996. (WKA)
- srebrna medalja na svjetskom kupu u semi-contactu 1996. (WAKO)
- europska prvakinja u profesionalnom full-contactu i kickboksu 1996.
- svjetska prvakinjau light-contactu 1997. (WAKO)
- svjetska prvakinja u light contactu 1997. u Dubrovniku
- zlatna medalja na svjetskom kupu u light-contactu 1998. (WAKO)
- brončana medalja na svjetskom kupu u semi-contactu 1998. (WAKO)
- srebrna medalja na europskom prvenstvu u full-contactu 1998. (WAKO)
- svjetska prvakinja u full contactu 1999. u Caorleu
- svjetska prvakinja u low-kicku ?.[4]
- brončana medalja na svjetskom kupu u semi-contactu 1999. godine (WAKO)
- svjetska prvakinja u full-contactu 1999. (WAKO)
- svjetska doprvakinja u full-contactu ?. (WAKO)

### Profesionalna
- svjetska prvakinja u low kicku 2002. (WAKO-PRO)

S vremenom se prestala zanimati za druge discipline, pa joj je ostao boks kao novi izazov. 

## Boksačka karijera (Profesionalna)
Profesionalnom se boksu posvetila 1997. godine.
Boksala je od 1998. do 2001. godine. Nakon poraza u prvoj borbi, ostvarila je pet uzastopnih pobjeda, od čega jednu nokautom, a dvije tehničkim nokautom.
Od 2000. ju je godine vodio poznati hrvatski boksački trener Leonard Pjetraj.
10. srpnja 1999. osvojila je naslov svjetske prvakinje u polusrednjoj kategoriji po inačici WIBF, Ženske međunarodne boksačke federacije. Izborila ju je pobjedom protiv talijanske boksačice Rite Turrisi u Puli odlukom sudaca 2:1, a dvoboj je bio u 10 runda po dvije minute.
2002. je godine bila kandidatkinja za hrvatsku športašicu godine.